# Armin Lehmann
Armin Lehmann ist ein deutscher Hörfunkmoderator.
Lehmann arbeitet für den WDR, wo er vor allem als Sportkommentator von Fußballspielen bekannt ist.  Seit 1990 kommentiert er Fußballspiele im Radio. Er wirkt unter anderem an der Bundesligakonferenz mit.
2014 machte er zusammen mit Jens-Jörg Rieck die Live-Reportage vom Finale der Fußball-Weltmeisterschaft 2014 in Rio de Janeiro zwischen Deutschland und Argentinien.
Seit 2015 tourt er an der Seite von Sven Pistor mit dessen Bühnenprogramm Pistors Fußballschule durch Nordrhein-Westfalen.

## Auszeichnungen
- 2015: Herbert-Zimmermann-Preis des Verbands Deutscher Sportjournalisten in der Kategorie Live-Reportage.[2]